# Kostiantyn Kułyk
Kostiantyn Anatolijowycz Kułyk, ukr. Костянтин Анатолійович Кулик, ros. Константин Анатольевич Кулик, Konstantin Anatoljewicz Kulik (ur. 14 czerwca 1970 w Odessie) – ukraiński piłkarz, grający na pozycji pomocnika, a wcześniej napastnika.

## Kariera piłkarska

### Kariera klubowa
Wychowanek SDJuSzOR Czornomoreć Odessa. Pierwszy trener - Jurij Skoryk. W 1989 rozpoczął karierę piłkarską w klubie Tighina-RShVSM Bendery, skąd przeszedł najpierw do Nistru Kiszyniów, a potem do Kəpəz Gəncə. W 1991 pół roku "odbywał" służbę wojskową w SKA Odessa, po czym przeniósł się do Neftçi PFK. Na początku 1992 wrócił do Odessy, gdzie został piłkarzem Czornomorca Odessa, w składzie którego 6 września 1992 roku debiutował w Wyszczej Lidze w meczu z Krywbasem Krzywy Róg (1:0). W 1995 wyjechał do Rosji, gdzie występował w klubach Rotor Wołgograd, Dinamo Stawropol i Mietałłurg Lipieck. W latach 1998–2001 bronił barw mołdawskiego Zimbru Kiszyniów. W 2002 roku wrócił do Czornomorca Odessa, a latem 2003 przeniósł się do Dnistra Owidiopol, w którym zakończył karierę piłkarską. Potem grał jeszcze w amatorskich drużynach Junha-Dnister Odessa oraz Torpedo Odessa.

## Kariera zawodowa
Po zakończeniu kariery piłkarskiej pracował na stanowisku menadżera drużyny Dnistra Owidiopol.

## Sukcesy i odznaczenia

### Sukcesy klubowe
- brązowy medalista Mistrzostw Ukrainy: 1993, 1994
- wicemistrz Rosyjskiej Pierwszej Dywizji: 1997
- mistrz Mołdawii: 1998, 1999, 2000
- wicemistrz Mołdawii: 2001